# Колония Дигнидад (фильм)
«Колония Дигнидад» (англ. Colonia) — романтическо-исторический триллер режиссёра Флориана Галленбергера. В главных ролях снялись Эмма Уотсон, Даниэль Брюль и Микаэль Нюквист.
Мировая премьера состоялась на Международном кинофестивале в Торонто в 2015 году.

## Сюжет
Фильм основан на реальных событиях. Лента рассказывает о немецкой молодой паре, стюардессе и фотографе, которые оказываются в эпицентре военного переворота в Чили в 1973 году. Показаны события, происходящие в колонии Дигнидад — немецком поселении в Чили, основанном в 1961 году главой немецкой секты Паулем Шефером и ставшем политической тюрьмой, используемой тайной полицией Чили для пыток и убийств лиц, неугодных режиму Пиночета.

## В ролях
- Эмма Уотсон — Лена, присоединяется к колонии Дигнидад, чтобы спасти своего парня Даниэля[2].
- Даниэль Брюль — Даниэль, друг Лены, гражданин Германии, похищенный секретной полицией генерала Аугусто Пиночета ДИНА[2].
- Микаэль Нюквист — Пауль Шефер, лидер колонии Дигнидад[5].
- Риченда Кэри — Гизела, надзирательница в колонии.
- Вики Крипс — Урсель, дочь Гизелы.
- Джинн Вернер — Доро (Доротея), одна из воспитанниц колонии.
- Август Цирнер — посол Германии.
- Мартин Вуттке — Нильс Бидерманн.
- Джулиан Овенден — Роман Брейер.

## Съёмки
Основные съёмки начались 2 октября 2014 года в Люксембурге. Съёмки продолжались до конца октября, а затем производство переместилось в Германию для дальнейших съёмок в Мюнхене и Берлине. Съёмки также проходили в Буэнос-Айресе до начала 2015 года.

## Критика
На сайте Rotten Tomatoes фильм имеет рейтинг 26 % на основе 43 рецензий со средним баллом 4,2 из 10. На сайте Metacritic фильм имеет оценку 33 из 100 на основе 15 рецензий критиков, что соответствует статусу «в целом неблагоприятные отзывы».
Фильм отмечен призом «Серебряный Витязь» и Дипломом «За лучшую главную женскую роль» актрисе Эмме Уотсон на XXV кинофестивале «Золотой Витязь» (2016, Севастополь).